# Alureon
Alureonは、ルートキットと呼ばれるタイプのマルウェアである。カスペルスキー・ラボやソフォスでは「TDSS」、その他のアンチウイルスソフトウェアベンダーでは「Backdoor.Tidserv」「TDL3」などという名称が付けられている。
32bit版のWindowsで動作する。（64bit版には影響しない。）
マイクロソフトが2010年2月10日に公開した月例セキュリティ更新プログラム（修正パッチ）「MS10-015」の適用後、一部のユーザーからブルースクリーンが発生するという報告を受けて調査した結果、当マルウェアが原因であることが判明。これを受けマイクロソフトは当マルウェアを駆除するツールを配布する予定としていたが、同年3月2日に更新プログラム「MS10-015」に当マルウェア検出ロジックを追加して再配布し、具体的な施策はマイクロソフトサポートが対応する事となった。